# Barbara Burke
Barbara Burke (Reino Unido, 13 de mayo de 1917-8 de agosto de 1998) fue una atleta británica, especialista en la prueba de 4 x 100 m en la que llegó a ser subcampeona olímpica en 1936.

## Carrera deportiva
En los JJ. OO. de Berlín 1936 ganó la medalla de plata en los relevos de 4 x 100 metros, con un tiempo de 47.6 segundos, llegando a la meta tras Estados Unidos (oro con 46.9 segundos) y por delante de Canadá, siendo sus compañeras de equipo: Violet Olney, Audrey Brown y Eileen Hiscock.